# Dessacralització

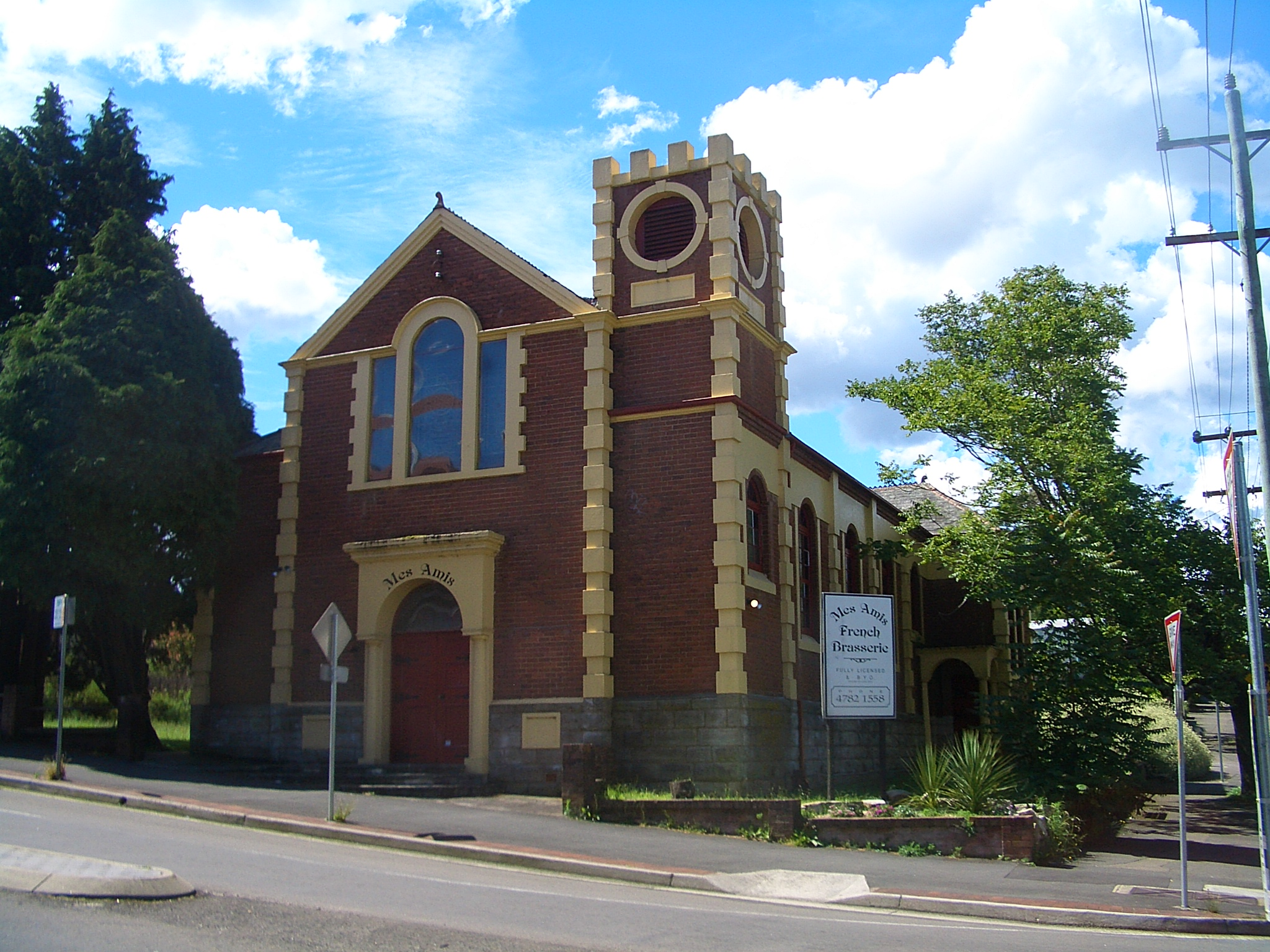
Una antiga església a Katoomba, Austràlia, convertida en un restaurant.

La dessacralització és l'acte d'eliminar una benedicció religiosa d'algun objecte que prèviament havia estat consagrat per un ministre o capellà d'aquesta religió. La pràctica es realitza generalment sobre esglésies per a ser destinades a un ús no religiós secular o enderrocar-la.